# Marcus Thuram
Marcus Lilian Thuram-Ulien (Parma, 6 de agosto de 1997) é um futebolista francês que atua como centroavante. Atualmente joga pela Internazionale.

## Carreira

### Sochaux
Iniciou sua carreira profissional no Sochaux-Montbéliard, onde também atuou no clube Youth Academy. Ele estreou na Ligue 2 com o clube em 20 de março de 2015 contra o Châteauroux, substituindo Edouard Butin aos 83 minutos. Ele jogou 43 partidas no total pelo Sochaux e marcou um gol, com uma derrota por 3–1 no Tours, em 14 de abril de 2017.

### Guingamp
Em 5 de julho de 2017, ingressou no Ligue 1 do clube En Avant de Guingamp por uma taxa não revelada. Em agosto de 2018, ele ganhou atenção por jogar contra o goleiro do Paris Saint-Germain Gianluigi Buffon, um companheiro de longa data de seu pai na Parma e na Juventus, marcou uma penalidade de prorrogação em 9 de janeiro de 2019 para eliminar o detentor PSG das quartas-de-final da Copa da Liga, depois de ter falhado o jogo na vitória por 2–1 no Parc des Princes. Vinte dias depois, ele marcou o empate em um empate em casa por 2–2 com o Mônaco na semifinal, e sua tentativa no pênalti subsequente foi salva por Danijel Subašić, apesar de Guingamp ter avançado.
Marcus Thuram, que anotou 13 golos pelo Guingamp na época 2018-19, representou a França no último Campeonato da Europa de sub-21, além de ter ajudado a seleção de sub-19 a conquistar.

### Borussia Mönchengladbach
Em 22 de julho de 2019, o Borussia Mönchengladbach anunciou que havia assinado um contrato de quatro anos. A taxa de transferência paga a Guingamp foi reportada em 12 milhões de euros. Ele recebeu a camisa número 10, desocupada por Thorgan Hazard após sua mudança para o Borussia Dortmund, estreou no Gladbach em 9 de agosto na primeira rodada do DFB-Pokal fora de casa, para 2. Bundesliga clube SV Sandhausen, e marcou o único gol. Ele marcou seus primeiros gols na Bundesliga em sua quinta participação em 22 de setembro, marcando uma vitória em casa por 2–1 sobre o Fortuna Düsseldorf.
A pouca tempo antes do início da temporada 2021–22, durante a partida contra o Bayer Leverkusen, Thuram sofreu a ruptura do ligamento colateral medial do joelho direito, lesão que comprometeu seu ano.
Em sua última temporada pelo Borussia Monchengladbach, Marcus Thuram teve um desempenho bastante positivo, ele e disputou 32 jogos, marcou 16 gols e ainda contribuiu com sete assistências. Pela Bundesliga Thuram marcou 13 gols e deu seis assistências em 30 jogos.

### Internazionale
Em 23 de junho de 2023, assinou contrato com a Internazionale até 2028, chegando à custo zero após o fim do seu contrato com o Borussia Mönchengladbach. Fez sua estreia pelos Nerazzurri na primeira partida do clube pela Serie A de 2023–24 contra o Monza. No Derby della Madonnina, contra o Milan, Thuram marcou um golaço para ajudar a derrotar os rivais na goleada por 5–1.

## Vida pessoal
Marcus Thuram é filho do ex-jogador Lilian Thuram, que se destacou pela seleção da França. É irmão mais velho do também jogador de futebol Khéphren Thuram. Ele nasceu na cidade italiana de Parma, enquanto seu pai jogava no clube, e recebeu o nome do ativista jamaicano Marcus Garvey.

## Títulos
Seleção Francesa Sub-19
- Campeonato da Europa de Sub-19 da UEFA : 2016

Internazionale
- Supercopa da Itália: 2023
- Campeonato Italiano: 2023–24